# Pamelia Center
Pamelia Center är en census-designated place i Jefferson County i delstaten New York. Vid 2010 års folkräkning hade Pamelia Center 264 invånare.